# Abraham Trembley
Abraham Trembley (Ginebra, 3 de setembre de 1710 — 12 de maig de 1784) va ser un naturalista suís. És conegut principalment pels seus estudis pioners sobres la Hydra i per ser un dels primers a desenvolupar la zoologia experimental. Va rebre la Medalla Cooper i va ser elegit membre de la Royal Society i de l'Acadèmia Francesa de les Ciències. Pels seus mèrits en el camp de l'experimentació alguns historiadors l'anomenen "el pare de la biologia".